# نوید مکوندی

به ترتیب از چپ به راست: محمدرضا جعفری، ابراهیم فتحی، نوید مکوندی، محسن احمدی در رقابت‌های جهانی ترکیه (۲۰۱۱)

نوید مکوندی (زادهٔ ۱ مهر ۱۳۶۱هفتکل) ووشوکار اهل ایران است که در بخش تالو یا فرم فعالیت می‌کرد.
او توانسته در جام جهانی ووشو ۲۰۱۱ در ترکیه و در بخش تالو در فرم دوئلی‌یَن با همراهی اعضای این تیم همچون محسن احمدی و ابراهیم فتحی، به مقام دوم دست پیدا کند.